# Акумулираща горивна система с високо налягане
Акумулиращата горивна система с високо налягане (на английски: common rail; на френски: rampe commune) или горивна уредба с хидроакумулатор за високо налягане е уредба за управление на впръскването на горивото, използвана в съвременните дизелови двигатели с вътрешно горене. Разработването и започва още през 60-те години на 20 век и е наложено, преди всичко, от нарастващите изисквания за опазване на околната среда. Сега наред с достигнатите високи резултати по отношение на намаляването на вредните емисии и димността на отработилите газове, конструкторите могат да се похвалят и с високи достижения по отношение на икономичността на агрегатите, намалени габарити (за същата мощност), намален шум, стабилност във всички режими на работа и др.
Стандартната горивна помпа за ниско налягане е заменена с електрическа, стандартната гориво-нагнетателна помпа за високо налягане (ГНП), играеща роля и на разпределител, е заменена с електронно управлявана помпа създаваща налягане до 1600 bar. Стандартните инжектори (дюзи-разпръсквачи), са заменени с електронно управлявани (електромагнитни или пиезокерамични) клапани, които са свързани към общ резервоар, играещ ролята на общ хидроакумулатор (common rail). Всички елементи на уредбата се следят и управляват от електронен блок (EDC) или (ECU).

## Принцип на работа
Още преди пускане на двигателя, електрическата помпа за ниско налягане заработва за известно време, позволявайки запълването на горивната уредба с гориво с налягане около 2.5 bar. Предварителното запълване на уредбата спомага за нормалното заработване на помпата за високо налягане, а заедно с това се избягва досадното многократно и продължително развъртане чрез стартера при смяна филтри или ремонти по горивната уредба. В същото време електронният блок (EDC) определя оптималните параметри за пускане на двигателя получавайки информация от ред датчици като:положение на педала на газта, температура и налягане на атмосферния въздух, температура на горивото, температура на охлаждащата течност. С превъртането на коляновия вал от стартера се задейства и помпата за високо налягане, а в същото време EDC определя положението на вала, а от там и на всяко едно бутало, изчислява се точният момент за впръскване на гориво в съответния цилиндър, определя се точната порция и се подава сигнал към съответния инжектор. След като двигателят заработи EDC започва да следи и още няколко параметъра като: налягане на турбокомпресора (турбото), скорост на натискане на педала на газта, скорост на движение, честота на въртене на двигателя и др. Различното в тази уредба, е че помпата за високо налягане има само един изход, независимо от броя на цилиндрите, налягането на този изход е постоянно и постъпва в общ за всички инжектори тръбопровод (хидроакумулатор). EDC определя продължителността на импулса за управление на инжекторите и поддържаното налягане в хидроакумулатора чрез управление на разтоварващ клапан. В зависимост от натоварването и оборотите на двигателя се задава и комбинация от параметри (например при ниско натоварване и ниски обороти налягането в хидроакумулатора е малко и се подава дълъг управляващ импулс, а при високи натоварвания налягането е високо и малка продължителност на импулса, като този тип управление е обусловено от условието основната порция гориво да бъде впръсквана около ГМТ) С цел подобряването качеството на процеса на горене, намаляване на вредните емисии и да се увеличи „мекотата“ на работа, се подава поредица от порции гориво, като общият им брой достига 6 за един такт. Порциите обикновено се една или две пилотни, които се подават с много голямо предварение (до около 60°КВ преди ГМТ), чиято цел е да увеличат температурата и налягането в края на такта сгъстяване, което от своя страна създава благоприятни условия за основната порция гориво. Основната порция се впръсква на малък градус преди ГМТ, тъй като възпламеняването е почти мигновено в условията на цилиндъра създадени от пилотната или пилотните порции. Първа последваща порция – повишава температурата в края на изгарянето за по-мека работа на двигателя и повишава топлинния му КПД. Втора последваща порция – повишава температурата на изгорелите газове с цел подобряване работата на катализатора. Трета последваща порция – не се възпламенява, а отива в изпускателната уредба, от там постъпва отново в цилиндъра чрез уредбата за рециркулация на изгорелите газове (EGR) и създава по-благоприятни условия за възпламеняване на първата пилотна порция.